# 夏美沙和
夏美 沙和（なつみ さわ、1981年8月10日 - ）は、日本のモデル、タレント、女優である。旧芸名はなつみ。オフィスキール所属。

## 人物・来歴
大阪府出身。身長171cm。血液型O型。書道7段、英検準2級の資格を持つ。中学時代には陸上部に所属し、走高跳で大阪大会優勝。自己最高記録は1m67cm。
- 大学を卒業後、23歳で芸能界に入る。
- 2012年、テレビ朝日『ガールズトーク〜十人のシスターたち〜』のオーディションに合格し、レギュラー出演。芸能界入りからこのオーディションまで、受けたオーディションの数は500を超えたという[1]。
- 2013年2月24日、渋谷ドクタージーガンズにて『ガールズトーク十人のシスターたち』のCD発売公開イベント。デビューシングル「抱かないでシスター」シスターフィーチャリング天一を披露。
- 2015年4月22日、芸名をなつみから夏美 沙和へ改めたことを自身のブログで公表した[2][3]。

## モデル活動

### スチール広告
- デジカメプリンター（キヤノン）
- アロマ 花の水
- プレミアヨコハマ イメージガール（2014年）
- キレらくパンプス（2014年、ABCマート）
- PQQアップシリーズ トライアルキッド（2017年、DHC）
- TO-II+ビューティードリンク（2018年、アルマード）

### 雑誌
- ゼクシィ（リクルート）
- ブランドStyle
- Milk
- GOGGLE（モーターマガジン社）

### ウェブサイト
- 浴衣屋さん.com（株式会社やまと）
- トヨタ・プリウス（トヨタ自動車）
- ソフィーナ（花王）

### ショー・イベント
- エルメス
- ロマ・プリモード（2008年、ベストブライダル）
- LaLa TV×GINGER LOVE & SCANDAL プレミアプレビュー＆トークショー
- TOYAMA GIRLS UP FESTA 2014

## 出演

### テレビ番組
- 痛快TV スカッとジャパン（2017年 - 、フジテレビ） - 再現ドラマ 不定期出演

### テレビドラマ
- バラ色の聖戦 30歳2児の母、モデルになる。（2011年9月4日 - 10月9日、テレビ朝日）
- ガールズトーク〜十人のシスターたち〜（2012年10月2日 - 2013年3月26日、テレビ朝日） - 紫の中野31歳 役
- リッチマン、プアウーマン in ニューヨーク（2013年4月1日、フジテレビ）
- ハクション大魔王（2013年11月17日、フジテレビ） - ユリ子ママ 役
- 男水!（2017年、日本テレビ） - 秀平の母 役
- 人は見た目が100パーセント（2017年、フジテレビ） - 研究員 役
- 家政夫のミタゾノ 第2シリーズ 第2話（2018年、テレビ朝日）
- 坂の途中の家 第3話（2019年、WOWOW） - 刑務官・相原 役

### ネット配信ドラマ
- うつヌケ 第5話（2017年、Hulu） - 佐々木 役

### 舞台
- STRAYDOG プロデュース公演「問題のない私たち」（2013年、脚本・演出：森岡利行）
- Le coeul #2「well so mellow」（2013年、演出：坂享宣）
- 劇団大人の麦茶 21杯目公演「ゆびに のこる かおり」（2013年、作・演出：塩田泰造）
- 劇団ズッキュン娘 第6回公演「愛のバカヤロウ！」（2015年、演出：上野友之）
- 劇団ズッキュン娘 第8回公演「2番目でもいいの」（2015年、演出：滝井サトル）
- 東京マハロ 第14回公演「たぶん世界を救えない」（2015年、脚本・演出：矢島弘一）
- 空感演人プロデュース公演「春一番の吹くころに」（2018年） - 榊原小夜子 役
- 東京マハロ 第27回公演「貴子はそれを愛と呼ぶ」（2023年、脚本・演出：矢島弘一）[4]
- SKELETON COLOR 『さくら山荘 こけら落とし』（2025年、脚本：橋本二十四 / 演出：川口真五）[5]

### 映画
- 破れたハートを売り物に「父と息子」篇（2015年） - 安奈 役

### CM
- レノアハピネス「同窓会」篇（P&G）
- ファンケル
- アサヒ本生（アサヒビール）
- キリンフリー（麒麟麦酒）
- 読売新聞「人生案内」篇（読売新聞社）
- 私のホストちゃん〜しちにんのホスト〜 インフォマーシャル（テレビ朝日）
- 木下工務店（2013年）
- フォンテーヌ（2013年、アデランス）
- キレらくパンプス（2013年、ABCマート）
- 東北電力「ひとつひとつ電気のために」篇（2015年）
- うまみブレンド「さらなる挑戦」篇（2017年、ダイドードリンコ）
- ENEOSでんき（2018年、JXTGエネルギー）
- スズキ・ソリオ「チェック」篇（2018年、スズキ）